# Tiit Riisalo
Tiit Riisalo (ur. 17 lutego 1967 w Tallinnie) – estoński polityk i urzędnik państwowy, w latach 2023–2024 minister spraw gospodarczych i technologii informacyjnych.

## Życiorys
Absolwent administracji publicznej na Uniwersytecie w Tartu (1995). Kształcił się również m.in. w zakresie psychologii społecznej na uczelniach w Stanach Zjednoczonych. Pracował w Europejskim Banku Odbudowy i Rozwoju. Był dyrektorem departamentu rozwoju korporacyjnego i marketingu w Go Group oraz członkiem rady dyrektorów przedsiębiorstwa Go Travel. Wchodził w skład rad nadzorczych fundacji Ettevõtluse Arendamise Sihtasutus, portu lotniczego Tallinn i przedsiębiorstwa kolejowego Eesti Raudtee. Od 2008 do 2010 był komisarzem fundacji EAS do spraw Expo 2010.
Działał w partii Isamaa ja Res Publica Liit, w latach 2012–2016 pełnił funkcję sekretarza generalnego te formacji. Od 2016 do 2021 był dyrektorem kancelarii prezydenta Kersti Kaljulaid. W 2022 dołączył do ugrupowania Estonia 200. W 2023 krótko kierował centrum na rzecz międzynarodowego rozwoju. W kwietniu 2023 objął stanowisko ministra spraw gospodarczych i technologii informacyjnych w powołanym wówczas trzecim rządzie Kai Kallas. Urząd ten sprawował do lipca 2024. W 2025 zrezygnował z członkostwa w partii Estonia 200.

## Odznaczenia
- Złoty Krzyż Orderu Krzyża Orła (Estonia, 2008)[4]
- Krzyż Zasługi III klasy Ministerstwa Obrony (Estonia, 2009)[5]
- Krzyż Wielkiego Oficera Order Zasługi Republiki Włoskiej (Włochy, 2019)[6]
- Order Trzech Gwiazd II klasy (Łotwa, 2019)[7]
- Krzyż Komandorski Orderu Gwiazdy Rumunii (Rumunia, 2021)[8]
- Krzyż Zasługi II klasy MSZ (Estonia, 2024)[9]